# Tammy Duckworth
Ladda Tammy Duckworth (ur. 12 marca 1968 w Bangkoku) – amerykańska polityczka.

## Życiorys
Urodziła się 12 marca 1968 r. w Bangkoku. Studiowała na Uniwersytecie Hawajskim, a następnie na George Washington University i Northern Illinois University. Była pilotem śmigłowców w United States Army i dosłużyła się stopnia podpułkownika. Służyła w czasie wojny w Iraku, za którą otrzymała Medal Purpurowe Serce. W Iraku straciła obie nogi. Bezskutecznie ubiegała się o miejsce w Izbie Reprezentantów w 2006 roku, lecz została wówczas zatrudniona w Departamencie ds. Weteranów, gdzie pracowała przez 5 lat. Od 2013 roku zasiadała w izbie niższej Kongresu, a w 2016 roku została wybrana do Senatu z ramienia Partii Demokratycznej jako pierwsza Amerykanka tajskiego pochodzenia. Była też pierwszą senatorką, która urodziła dziecko podczas pełnienia urzędu.